# Bitter Automotive

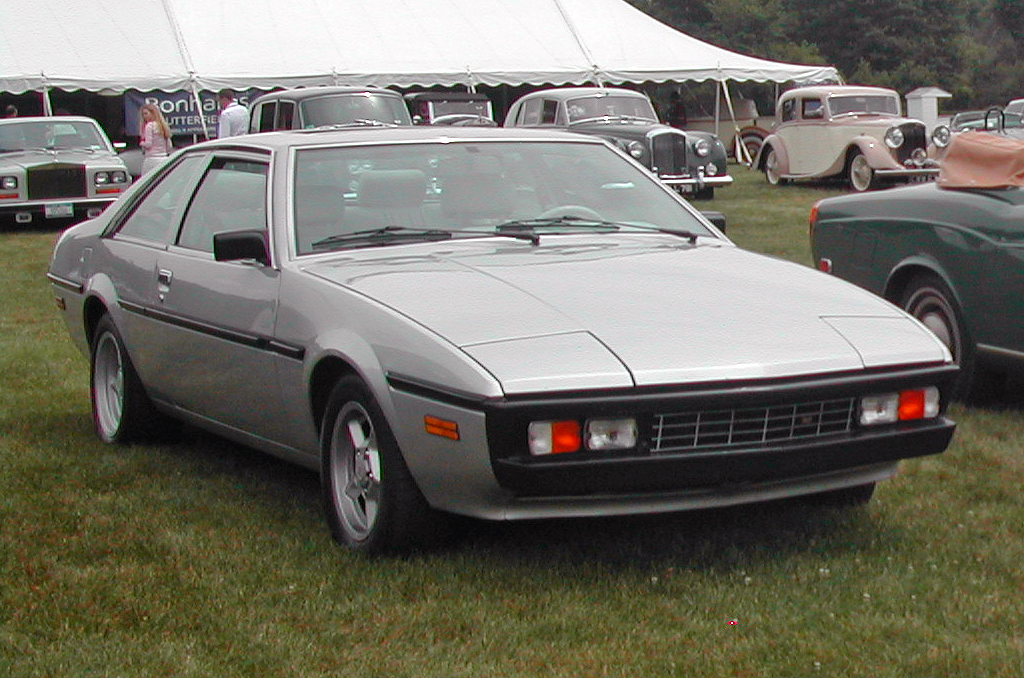
Bitter SC op een Bonhams & Butterfields-veiling in Darien (Fairfield County, Connecticut, VS)

Bitter Automotive GmbH (voorheen Erich Bitter Automobile GmbH en Bitter GmbH & Co. KG), gevestigd in Ennepetal is een Duitse autofabrikant van speciale modellen. De basis van de voertuigen zijn standaardmodellen van General Motors.

## Geschiedenis
Bitter GmbH & Co. KG werd in 1971 opgericht door Erich Bitter. Daarvoor werkte Erich Bitter sinds 1964 onder de naam Rallye Bitter als een algemene importeur van voertuigen van het merk Abarth en als importeur van beschermende kleding voor coureurs. Bitter maakte in de jaren zeventig furore met sportwagens voorzien van Opeltechniek.
De auto's werden verkocht in Europa en de Verenigde Staten. In 1989 beëindigde Erich Bitter de productie van sportwagens en bouwde hij prototypen voor Volkswagen AG en andere fabrikanten.

## Modellen

### Bitter CD

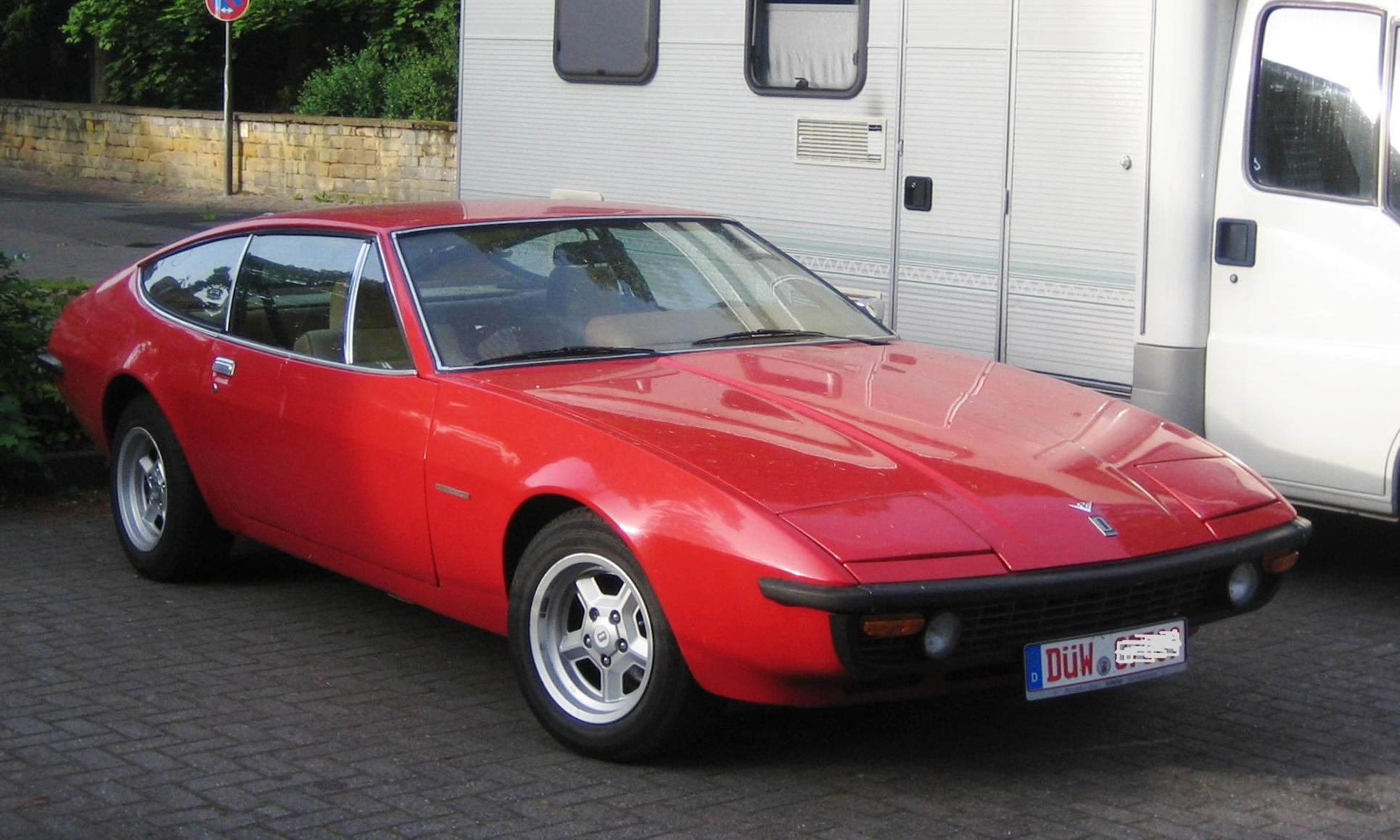
Bitter CD

In 1974 startte de productie van de Bitter CD (voor 'Coupé Diplomat'), een reiswagen op basis van de Opel Diplomat B die tot 1980 in productie zou blijven. De aankoopprijs in Nederland van dit model was eind jaren 70 circa 101.000 gulden. De toenmalige importeur was de firma Te Riet uit Winterswijk.
Het ontwerp van de carrosserie gaat terug naar een Opel-studie uit 1969 en een daaropvolgend ontwerp van Pietro Frua. De vormgeving was gebaseerd op de Italiaanse sportwagens van die tijd, het voorbeeldmodel was de Maserati Ghibli. Opvallend detail was de grote, glazen achterruit.
De CD was redelijk succesvol op de Europese markt. Zijn voordeel was dat hij een sensationele, Italiaans ogende carrosserie combineerde met betrouwbare Duitse serietechniek. Van de Bitter CD zijn van de herfst van 1973 tot het einde van 1979 in totaal 395 exemplaren geproduceerd.
Het ingekorte onderstel, de aandrijving en motor waren van de Diplomat. Carrosseriebouwer Baur werd ingeroepen het koetswerk aan te passen naar het onderstel van de Diplomat. De wagen werd aangedreven door een 5,4 liter V8 met 230 pk die ook terug te vinden was in de Opel Diplomat en de Chevrolet Corvette. De opgegeven topsnelheid van dit model was ca. 210 km/h. Bijzonderheid: een aantal spelers van Bayern München reed destijds dit model Bitter.

### Bitter SC

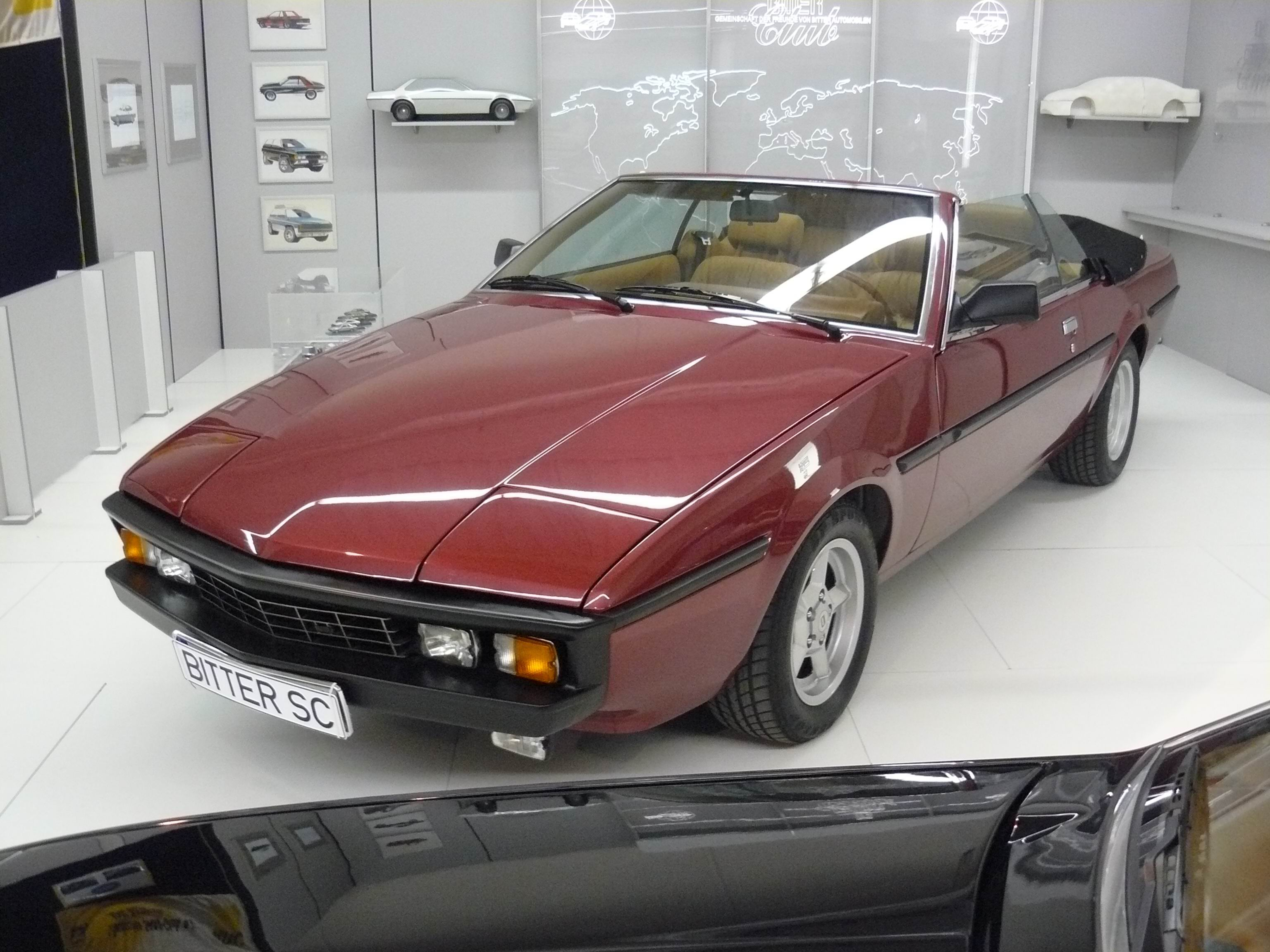
Bitter SC Cabriolet

Zijn opvolger de Bitter SC werd in 1979 gepresenteerd, maar het duurde tot december 1980 voordat een eerste exemplaar werd afgeleverd aan de klant. In Nederland kostte dit voertuig in 1980 128.000 gulden, vergelijkbaar met de aankoopprijs van een Ferrari 308. Het ontwerp van de SC kwam van de hand van Giovanni Michelotti. Ook bij dit model kwam de inspiratie van een Italiaanse exoot. Hier betrof het de Ferrari 400/412 waar de grove lijnen min of meer overgenomen werden.
Het onderstel leende de SC van de Opel Senator A. Ook de sterke 6-cilinder motor werd geleend van deze Duitse sedan. Later, in 1984, verscheen er nog een krachtige 3,9 liter variant met aangepaste nokkenas. Van begin 1981 tot herfst 1989 werden 488 exemplaren van de Bitter SC gebouwd: 451 coupémodellen waarvan 239 voorzien waren van de 3,0 liter motor, 5 sedans (inclusief prototype) plus een dertigtal cabrioletuitvoeringen van dit model.
Bijzonderheid: in 1980 werd de Bitter SC als pacecar gebruikt bij de Formule 1 Grand Prix van Monaco.

### Bitter CD 2 (2003)

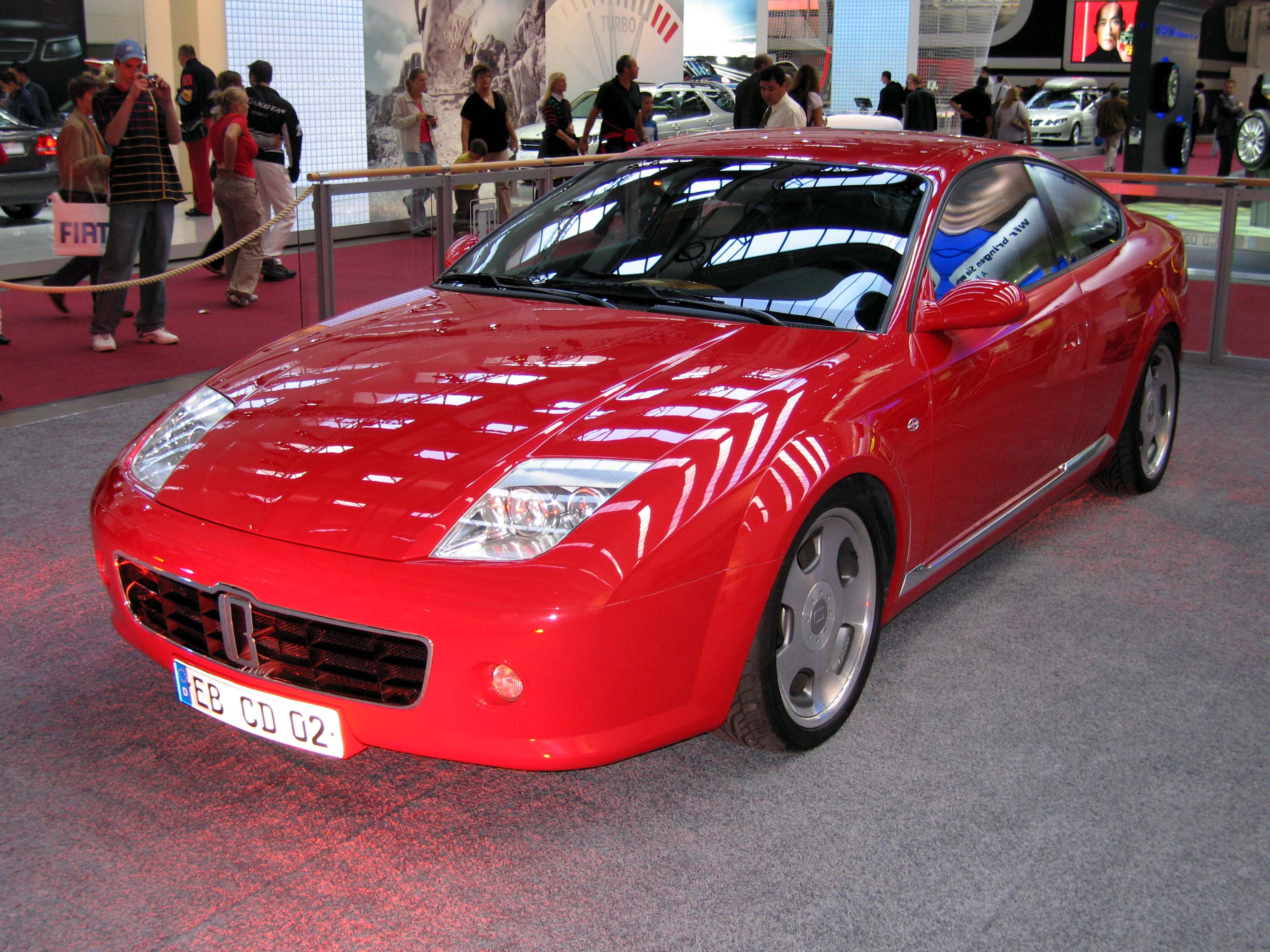
Bitter CD 2

In 2003 presenteerde Bitter, in een poging om zijn kleinschalige productie te hervatten, een moderne reïncarnatie van de CD, bekend als de CD 2. De auto werd gepresenteerd in 2004 op de Autosalon van Genève. Er waren twee prototypen. Het model was gebaseerd op de in Australië gemaakte Holden Monaro maar het gerucht ging dat er een V12-motor in zat. Investeerders werden gezocht, maar de auto bereikte nooit het productiestadium. Bitter vervolgde het concept van het modificeren van zwaar gemotoriseerde Australische GM-voertuigen voor de Europese markt met het model Vero.

### Bitter Vero (2008)

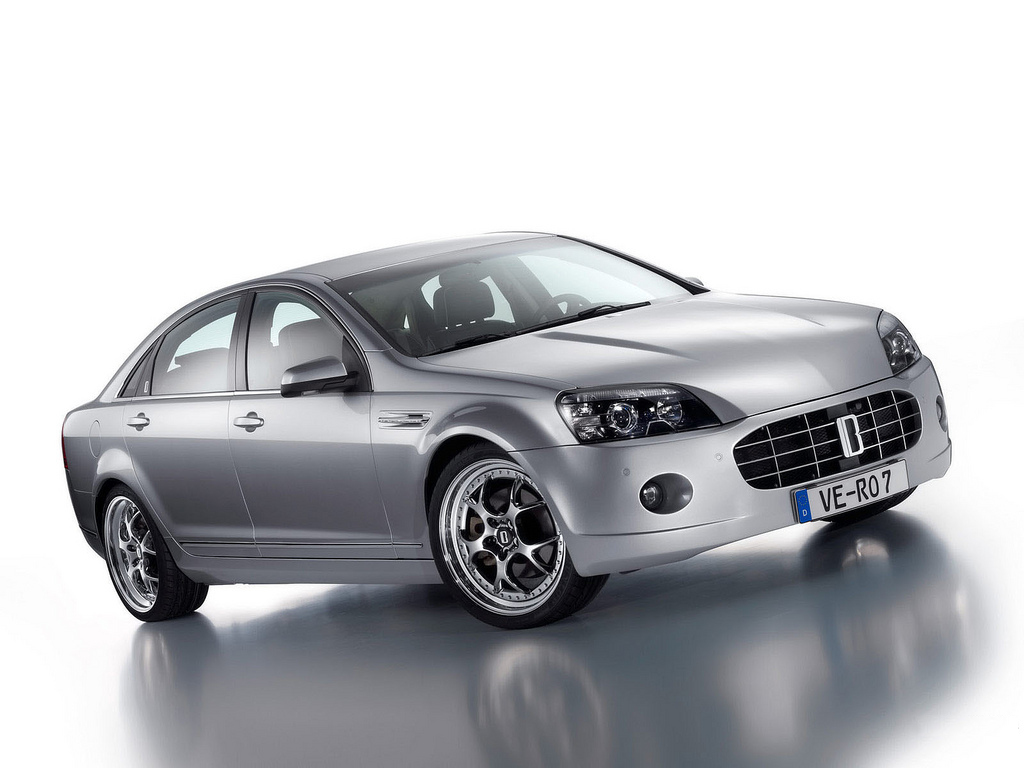
Bitter Vero

In 2007 werd een nieuw model gepresenteerd. De vierdeurs Bitter Vero was een visueel en technisch licht gemodificeerde Holden Statesman (Series WM) uit Australië met linkse besturing en meer uitrusting: ten opzichte van het originele model waren onder andere de motorkap en de grille gewijzigd en had de Vero een sportiever uitlaatsysteem en sportophanging. De Vero werd aangedreven door een 6 liter Chevrolet V8 met 278 kW (378 pk), die zijn kracht via een zestraps automatische transmissie naar de achterwielen overbracht. De Vero werd in Duitsland verkocht voor € 121.975, de productie werd stopgezet in 2012. Er zijn tien stuks gemaakt.
In 2009 onthulde Bitter een Vero Sport op de Autosalon van Genève. In tegenstelling tot de reguliere Vero was de Sport direct gebaseerd op de Holden Commodore (VE) SS sedan. Net als de Vero werd de productie van de Vero Sport in 2012 stopgezet.

### Bitter Insignia (2010)

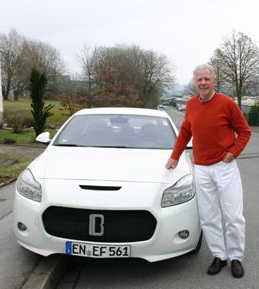
Erich Bitter en de Bitter Insignia

In de zomer van 2010 presenteerde Bitter een luxe editie van de Opel Insignia met, onder andere, een nieuw ontworpen voorkant en een verbeterd interieur. De motor was een van de Opel Insignia bekende 2.8-liter turbomotor met 191 kW (260 pk).
In totaal werden slechts 18 stuks van de Insignia by Bitter gebouwd, waaronder de Black Widow II, een Insignia OPC 5-deurs in zwart metallic en de Bitter Nürburgring Edition, een rode Insignia Turbo 4-deurs. Van beide is maar één exemplaar gemaakt. Van de 16 andere Bitter Insignia's bedroeg het stationcar-aandeel ongeveer 50% van de productie, de andere helft 5-deurs en één vierwielaangedreven 4-deurs met 160 pk dieselmotor in zwart metallic.

### Opel Adam, Opel Mokka en Opel Cascada by Bitter (2014/2016/2018)
Sinds april 2014 wordt de Opel Adam, sinds april 2016 de Opel Mokka en sinds 2018 de Opel Cascada aangeboden met het achtervoegsel by Bitter. De auto's hebben optische aanpassingen aan de buiten- en binnenzijde.